# Жанатурмис (Колкентський сільський округ)
Жанатурми́с (каз. Жаңатұрмыс) — село у складі Сайрамського району Туркестанської області Казахстану. Входить до складу Колкентського сільського округу.
Населення — 109 осіб (2021; 477 у 2009, 396 у 1999, 367 у 1989).